# Douce River (vattendrag i Dominica)
Douce River är ett vattendrag i Dominica.   Det ligger i parishen Saint Andrew, i den norra delen av landet, 30 km norr om huvudstaden Roseau.